# Hers-Mort
Cet article concerne l'Hers-Mort coulant dans l'Aude et la Haute-Garonne. Pour l'Hers-Vif coulant dans l'Ariège, l'Aude et la Haute-Garonne, voir Hers-Vif.
L'Hers-Mort [ɛʁs mɔʁ] ou simplement Hers est une rivière du Sud-Ouest en France, dans les deux départements de l'Aude et de la Haute-Garonne, en région Occitanie. Elle traverse les régions naturelles du Razès, de la Piège et du Lauragais.
Elle coule très près du Canal du Midi et le traverse sans pour autant être son affluent[réf. nécessaire].
La rivière est un affluent direct, en rive droite, de la Garonne, au nord de Toulouse, après avoir coulé à l'est de la ville, en la délimitant avec les communes voisines de Balma et de L'Union. Son court a été fortement modifié dans sa partie urbaine pour l'aménagement du périphérique de Toulouse.

## Toponymie

### Historique du nom du lieu
ainsi que l’Hers-Mort : Hereium, 1185 (arch. Hte-Gar., Malle, S.-Michel). Flumen Heraicum = Hereium, 1195 (Doat, 83, f. 224). Rivus Yrcii, 1378 (arch. Hte-Gar., Malte, S.-Mich., III, 8). L'Ers morte, 1781 (c. dioc. Mirep.). Lers mort (cad. de Fonters). (DT).

### Toponymes en lien direct
L'Hers-Mort a donné son hydronyme « Hers » aux deux communes suivantes : Salles-sur-l'Hers et Payra-sur-l'Hers. Peyrefitte-sur-l'Hers bénéficie du même suffixe tout en étant sur le Jammas, un affluent, mais non traversé directement par l'Hers-Mort.

## Géographie

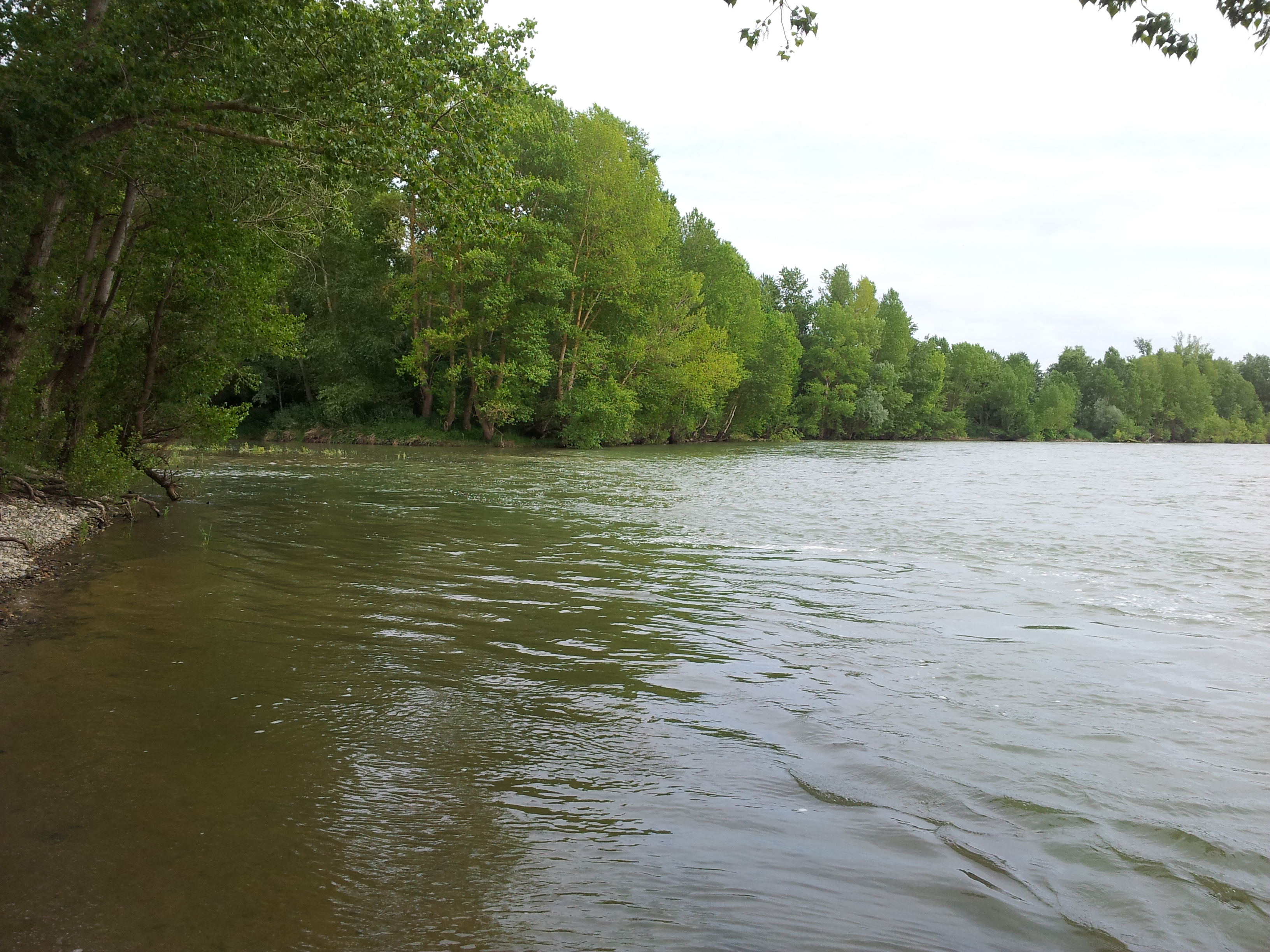
Confluence avec la Garonne près de Saint-Jory.

De 89,3 km de longueur, l'Hers-Mort prend sa source dans la commune de Laurac, dans le département de l'Aude  et se jette dans la Garonne au niveau de la commune d'Ondes et de Grenade, en Haute-Garonne, à 108 m d'altitude.
Sa vallée est notamment empruntée par le périphérique de Toulouse (partie nord-est), l'autoroute des Deux Mers, le canal du Midi qu'il traverse grâce à l'aqueduc des Voûtes, et la ligne de Bordeaux-Saint-Jean à Sète-Ville dans la portion Toulouse à Castelnaudary, ainsi que l'aérodrome de Toulouse - Lasbordes, le site de la cité de l'espace et Eurocentre.

### Départements et principales communes traversés
- Aude : Laurac (lieu de la source), Mayreville, Salles-sur-l'Hers, Saint-Michel-de-Lanès,
- Haute-Garonne : Villefranche-de-Lauragais, Villenouvelle, Baziège, Labège, Belberaud, Toulouse, Saint-Alban, Saint-Jory, Castelginest, Bruguières, Balma, L'Union, Castelnau-d'Estrétefonds, Saint-Sauveur, Launaguet, Fonbeauzard.

### Bassin versant
Le bassin de l'Hers-Mort s'étend sur 1 550 km2.

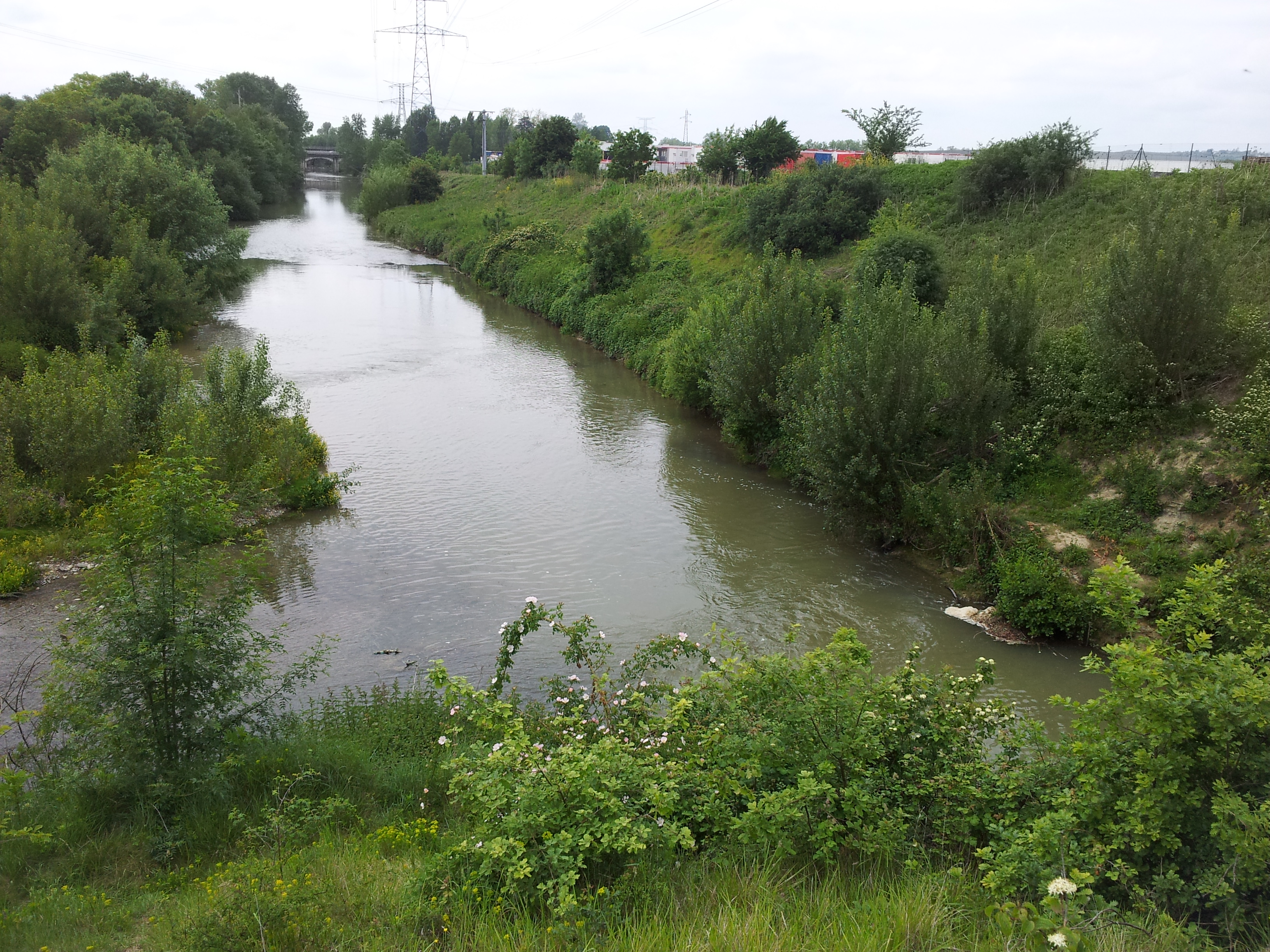
Confluence du Girou avec l'Hers.

La rivière (elle-même affluent de la Garonne) a 80 affluents référencés dont les principaux :
- le Jammas (rg) 11,8 km ;
- la Ganguise ou ruisseau de Brésil (rd) 16,7 km avec la retenue de l'Estrade ;
- le Marès, 12,7 km ;
- la Thésauque (rg) 16,7 km ;
- le Gardijol (rg) 22,3 km ;
- la Marcaissonne (rd) 26,6 km ;
- la Saune (rd) 31,8 km ;
- la Sausse (rd) 22,3 km ;
- le Girou (rd) 64,5 km.
- le Riou Gras (rd) 2,3 km ; et son affluent la Linasse (rd)
- Le Noncesse (rd) 5,6 km.

### Organisme gestionnaire
Il s'agit du Syndicat du bassin Hers Girou, Syndicat mixte dont le siège est à Toulouse.

## Hydrologie
L'Hers-Mort a longtemps été une rivière sujette à des crues importantes. Les villages qui le bordent sont, pour la plupart, situés sur les hauteurs pour s'abriter de ses inondations. Après des aménagements en 1975, l'intensité des crues a été réduite.

### L'Hers-Mort à Toulouse

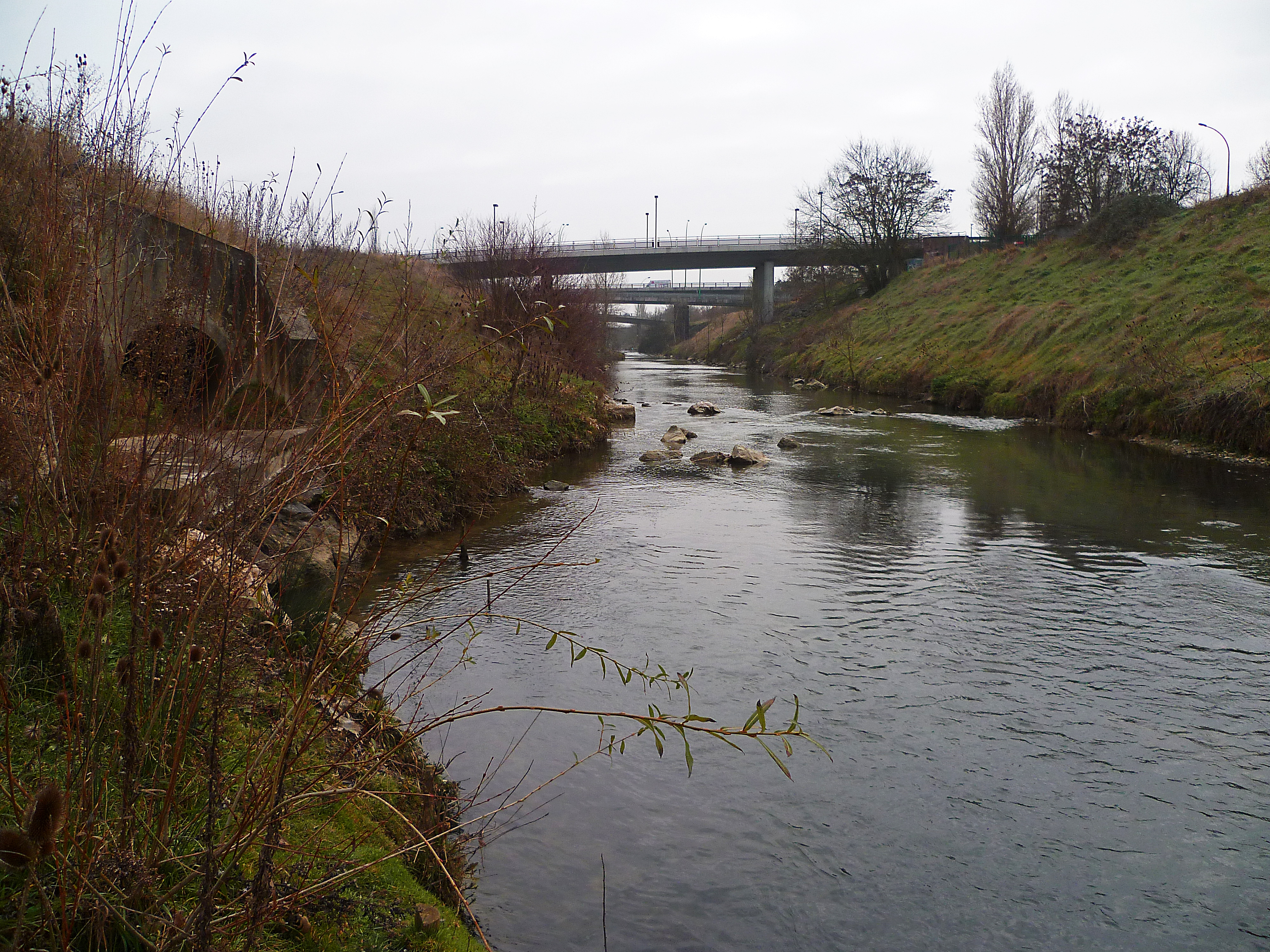
L'Hers-Mort à Toulouse.

Le débit de l'Hers-Mort a été observé sur une période de 49 ans (1965-2013), à Toulouse (pont de Périole), c'est-à-dire assez loin de son confluent avec la Garonne et même bien avant la confluence de son principal affluent, le Girou. Le bassin versant de la rivière a une superficie de 768 km2 à cet endroit.
Le module de la rivière à Toulouse est de 3,87 m3/s au pont de Périole à Toulouse. Il est estimé à 6 m3/s à son confluent avec la Garonne. Cette différence s'explique notamment par l'apport en eau de son principal affluent : le Girou, au nord de Saint-Jory.
L'Hers-Mort présente des fluctuations saisonnières de débit assez importantes, avec des crues d'hiver-printemps portant le débit mensuel moyen à un niveau situé entre 5,2 et 7,4 m3/s, de décembre à mai inclus (maximum en février), et des basses eaux d'été, de juillet à septembre, entraînant une baisse du débit moyen mensuel jusqu'au niveau de 0,92 m3/s au mois d'août.

### Étiage ou basses eaux

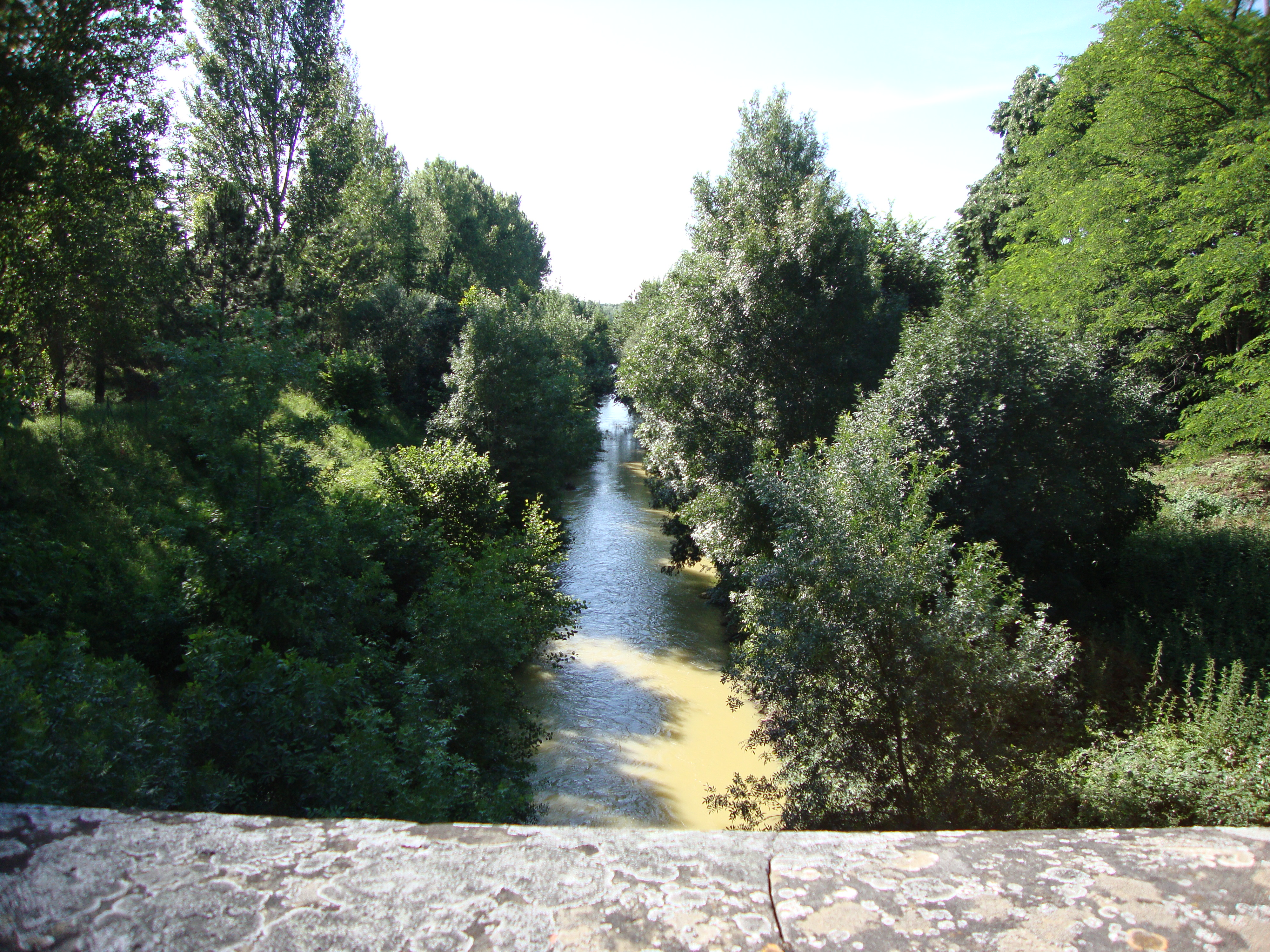
L'Hers-Mort à Baziège.

Le VCN3, mesure de la sévérité des étiages, peut chuter jusque 0,15 m3/s soit 150 litres/s, en cas de période quinquennale sèche.

### Crues
D'autre part les crues sont fort importantes comme déjà mentionné. En effet, les QIX 2 et QIX 5 valent respectivement 69 et 110 m3/s. Le QIX 10 est de 140 m3/s et le QIX 20 se monte à 170 m3/s. Quant au QIX 50, il est de 200 m3/s, soit plus du quart de celui de l'Oise en fin de parcours par exemple.
Le débit instantané maximal enregistré a été de 163 m3/s le 11 juin 2000, tandis que la valeur journalière maximale a été de 139 m3/s le même jour.
À titre de comparaison, le QIX 10 de la Marne à l'entrée de Paris vaut 510 m3/s, tandis que son QIX 50 est de 650 m3/s. On voit ainsi que le QIX 10 comme le QIX 50 de l'Hers-Mort, petite rivière à petit bassin et faible débit, sont de près du tiers de ceux de la Marne à Paris.

### Lame d'eau et débit spécifique
La lame d'eau écoulée dans le bassin de l'Hers-Mort est de 163 millimètres annuellement, ce qui est médiocre et nettement inférieur à la moyenne de l'ensemble de la France (320 millimètres par an), et aussi à la moyenne de la totalité du bassin versant de la Garonne (350 millimètres par an). Le débit spécifique (ou Qsp) atteint 5,2 litres par seconde et par kilomètre carré de bassin.

## Histoire
La rivière fut canalisée à partir de 1710 après une cinquantaine d'années de travaux. En 1975, le profond fossé rectiligne qui constitue le lit de l'Hers a été encore élargi et creusé à la suite d'inondations en 1971 et 1972. Il a aussi été consolidé à l'occasion des travaux de construction du contournement autoroutier est de Toulouse à la fin des années 1990.
L'Hers-Mort est de plus réalimenté par le barrage de la Ganguise, situé près du Seuil de Naurouze, pour soutenir la capacité en irrigation de la plaine maraîchère de la région toulousaine.

## Aménagements et écologie

### Écologie
Les bords de l'Hers préservent une faune importante, attirée par le calme et la végétation. On y observe notamment des canards sauvages, des hérons, des ragondins, des sangliers et éventuellement des mouettes. Beaucoup d’acacias, de peupliers et frênes poussent sur ses berges constituant une coulée verte proche de Toulouse.